# IIHF Continental Cup 2017-2018
La IIHF Continental Cup 2017-2018 è la 21ª edizione del torneo organizzato, come di consueto, dalla Federazione internazionale di hockey su ghiaccio.

## Formula
La formula è invariata. Delle 17 squadre iscritte, le quattro con il ranking più basso disputano il turno preliminare; la vincente si qualifica ad uno dei due gironi del secondo turno, assieme alle sette squadre successive nel ranking. Le vincitrici dei due gironi si qualificano al terzo turno, assieme alle sei squadre con il ranking più elevato; anche in questo caso, i gironi sono due, e le squadre classificate ai primi due posti di ciascun girone hanno accesso alla final four.
La squadra vincitrice ha diritto a richiedere la partecipazione alla successiva Champions Hockey League. Con una nota uscita pochi giorni prima della SuperFinal tuttavia, la CHL fece sapere che solo due dei quattro team finalisti erano eleggibili per disputare la competizione (vennero infatti esclusi dalla candidatura alla Champions il team kazaco, in quanto considerato asiatico e non europeo, ed il team italiano in quanto considerato proveniente da una sorta di seconda divisione del campionato EBEL).

## Primo Turno

### Gruppo A
Il primo turno è stato disputato a Belgrado, Serbia, dal 29 settembre, al 1º ottobre 2017, nella Ledena dvorana Pionir. Per la prima volta una squadra islandese ha preso parte alla competizione.
| Belgrado 29 settembre 2017, ore 16:00 UTC+2 | Zeytinburnu Belediyesi | 4 – 3 (1:2, 1:1; 2:0) referto | Irbis-Skate Sofia | Ledena dvorana Pionir (23 spett.) |

| Belgrado 29 settembre 2017, ore 19:30 UTC+2 | Stella Rossa | 6 – 1 (3:0, 0:1; 3:0) referto | Esja Reykjavik | Ledena dvorana Pionir (142 spett.) |

| Belgrado 30 settembre 2017, ore 16:00 UTC+2 | Irbis-Skate Sofia | 4 – 2 (0:0, 2:1; 2:1) referto | Esja Reykjavik | Ledena dvorana Pionir (30 spett.) |

| Belgrado 30 settembre 2017, ore 19:30 UTC+2 | Stella Rossa | 4 – 3 (0:0, 2:1; 2:2) referto | Zeytinburnu Belediyesi | Ledena dvorana Pionir (125 spett.) |

| Belgrado 1 ottobre 2017, ore 16:00 UTC+2 | Esja Reykjavik | 2 – 3 (0:0, 0:1; 2:1; 0:0) referto | Zeytinburnu Belediyesi | Ledena dvorana Pionir (20 spett.) |
| \| \| \| \| \| \| Shootout 0 – 1 \| \|   |                |                                    |                        |                                   |
|                                          |                |                                    |                        |                                   |
|                                          | Shootout 0 – 1 |                                    |                        |                                   |

| Belgrado 1 ottobre 2017, ore 19:30 UTC+2 | Stella Rossa | 5 – 4 (d.t.s.) (1:2, 1:1; 2:1; 1:0) referto | Irbis-Skate Sofia | Ledena dvorana Pionir (180 spett.) |

#### Classifica
| Pos. | Squadra                | Pt | G | V | VOT | POT | P | GF | GS | DR |
| ---- | ---------------------- | -- | - | - | --- | --- | - | -- | -- | -- |
| 1.   | Stella Rossa           | 8  | 3 | 2 | 1   | 0   | 0 | 15 | 8  | +7 |
| 2.   | Zeytinburnu Belediyesi | 5  | 3 | 1 | 1   | 0   | 1 | 10 | 9  | +1 |
| 3.   | Irbis-Skate Sofia      | 4  | 3 | 1 | 0   | 1   | 1 | 11 | 11 | 0  |
| 4.   | Esja Reykjavik         | 1  | 3 | 0 | 0   | 1   | 2 | 5  | 13 | -8 |

## Secondo Turno

### Gruppo B
Il Gruppo B del secondo turno è stato disputato a Riga, Lettonia, dal 20 al 22 ottobre 2017, nella nuova Kurbads ledus halle, inaugurata nel precedente mese di agosto. Una squadra estone prende parte alla competizione dopo quattro anni di assenza.
| Riga 20 ottobre 2017, ore 15:30 UTC+3 | HK Donbas | 4 – 2 (1:1, 1:0; 2:1) referto | Narva PSK | Kurbads ledus halle (153 spett.) |

| Riga 20 ottobre 2017, ore 19:30 UTC+3 | Kurbads Riga | 5 – 2 (1:0, 2:0; 2:2) referto | GKS Tychy | Kurbads ledus halle (840 spett.) |

| Riga 21 ottobre 2017, ore 14:00 UTC+3 | GKS Tychy | 11 – 0 (3:0, 5:0; 3:0) referto | Narva PSK | Kurbads ledus halle (307 spett.) |

| Riga 21 ottobre 2017, ore 18:00 UTC+3 | HK Donbas | 1 – 8 (0:2, 1:4; 0:2) referto | Kurbads Riga | Kurbads ledus halle (418 spett.) |

| Riga 22 ottobre 2017, ore 14:00 UTC+3 | GKS Tychy | 4 – 2 (3:0, 0:2; 1:0) referto | HK Donbas | Kurbads ledus halle (576 spett.) |

| Riga 22 ottobre 2017, ore 18:00 UTC+3 | Narva PSK | 1 – 2 (1:0, 0:1; 0:1) referto | Kurbads Riga | Kurbads ledus halle (781 spett.) |

#### Classifica
| Pos. | Squadra      | Pt | G | V | VOT | POT | P | GF | GS | DR  |
| ---- | ------------ | -- | - | - | --- | --- | - | -- | -- | --- |
| 1.   | Kurbads Riga | 9  | 3 | 3 | 0   | 0   | 0 | 15 | 4  | +11 |
| 2.   | GKS Tychy    | 6  | 3 | 2 | 0   | 0   | 1 | 17 | 7  | +10 |
| 3.   | HK Donbas    | 3  | 3 | 1 | 0   | 0   | 2 | 7  | 14 | -7  |
| 4.   | Narva PSK    | 0  | 3 | 0 | 0   | 0   | 3 | 3  | 17 | -14 |

### Gruppo C
Il Gruppo C del secondo turno è stato disputato a Brașov, Romania, dal 20 al 22 ottobre 2017, nel Patinoarul Olimpic Brașov.
| Brașov 20 ottobre 2017, ore 14:30 UTC+3 | Txuri Urdin | 0 – 5 (0:3, 0:2; 0:0) referto | DVTK Jegesmedvék | Patinoarul Olimpic Brașov (65 spett.) |

| Brașov 20 ottobre 2017, ore 18:30 UTC+3 | Corona Brașov | 8 – 4 (5:1, 1:1; 2:2) referto | Stella Rossa | Patinoarul Olimpic Brașov (556 spett.) |

| Brașov 21 ottobre 2017, ore 14:30 UTC+3 | DVTK Jegesmedvék | 4 – 1 (0:0, 2:1; 2:0) referto | Stella Rossa | Patinoarul Olimpic Brașov (142 spett.) |

| Brașov 21 ottobre 2017, ore 18:30 UTC+3 | Corona Brașov | 4 – 1 (1:0, 0:1; 3:0) referto | Txuri Urdin | Patinoarul Olimpic Brașov (594 spett.) |

| Brașov 22 ottobre 2017, ore 14:30 UTC+3 | Stella Rossa | 2 – 3 (d.t.s.) (1:1, 1:1; 0:0; 0:1) referto | Txuri Urdin | Patinoarul Olimpic Brașov (28 spett.) |

| Brașov 22 ottobre 2017, ore 18:30 UTC+3 | DVTK Jegesmedvék | 3 – 0 (2:0, 0:0; 1:0) referto | Corona Brașov | Patinoarul Olimpic Brașov (1085 spett.) |

#### Classifica
| Pos. | Squadra          | Pt | G | V | VOT | POT | P | GF | GS | DR  |
| ---- | ---------------- | -- | - | - | --- | --- | - | -- | -- | --- |
| 1.   | DVTK Jegesmedvék | 9  | 3 | 3 | 0   | 0   | 0 | 12 | 1  | +11 |
| 2.   | Corona Brașov    | 6  | 3 | 2 | 0   | 0   | 1 | 12 | 8  | +4  |
| 3.   | Txuri Urdin      | 2  | 3 | 0 | 1   | 0   | 2 | 4  | 11 | -7  |
| 4.   | Stella Rossa     | 1  | 3 | 0 | 0   | 1   | 2 | 7  | 15 | -8  |

## Terzo turno

### Gruppo D
Il Gruppo D del terzo turno è stato disputato a Rungsted, Danimarca, dal 17 al 19 novembre 2017, nella Saxo Bank Arena.
| Rungsted 17 novembre 2017, ore 16:00 UTC+1 | Junost Minsk | 7 – 1 (3:0, 3:0; 1:1) referto | Sheffield Steelers | Saxo Bank Arena (641 spett.) |

| Rungsted 17 novembre 2017, ore 19:45 UTC+1 | Rungsted Ishockey | 4 – 8 (3:3, 1:2; 0:3) referto | Kurbads Riga | Saxo Bank Arena (1168 spett.) |

| Rungsted 18 novembre 2017, ore 16:00 UTC+1 | Kurbads Riga | 2 – 4 (0:0, 1:2; 1:2) referto | Junost Minsk | Saxo Bank Arena (619 spett.) |

| Rungsted 18 novembre 2017, ore 19:45 UTC+1 | Sheffield Steelers | 5 – 4 (0:2, 3:2; 1:0; 0:0) referto | Rungsted Ishockey | Saxo Bank Arena (1283 spett.) |
| \| \| \| \| \| \| Shootout 1 – 0 \| \|     |                    |                                    |                   |                               |
|                                            |                    |                                    |                   |                               |
|                                            | Shootout 1 – 0     |                                    |                   |                               |

| Rungsted 19 novembre 2017, ore 14:00 UTC+1 | Sheffield Steelers | 4 – 2 (3:2, 0:0; 1:0) referto | Kurbads Riga | Saxo Bank Arena (915 spett.) |

| Rungsted 19 novembre 2017, ore 18:00 UTC+1 | Rungsted Ishockey | 1 – 2 (1:0, 0:2; 0:0) referto | Junost Minsk | Saxo Bank Arena (650 spett.) |

#### Classifica
| Pos. | Squadra            | Pt | G | V | VOT | POT | P | GF | GS | DR |
| ---- | ------------------ | -- | - | - | --- | --- | - | -- | -- | -- |
| 1.   | Junost Minsk       | 9  | 3 | 3 | 0   | 0   | 0 | 13 | 4  | +9 |
| 2.   | Sheffield Steelers | 5  | 3 | 1 | 1   | 0   | 1 | 10 | 13 | -3 |
| 3.   | Kurbads Riga       | 3  | 3 | 1 | 0   | 0   | 2 | 12 | 12 | 0  |
| 4.   | Rungsted Ishockey  | 1  | 3 | 0 | 0   | 1   | 2 | 9  | 15 | -6 |

### Gruppo E
Il Gruppo E del terzo turno è stato disputato a Renon, Italia, dal 20 al 22 ottobre 2017, nell'Arena Ritten.
| Renon 17 novembre 2017, ore 16:00 UTC+1 | Nomad Astana   | 1 – 2 (0:1, 0:0; 1:0; 0:0) referto | DVTK Jegesmedvék | Arena Ritten (300 spett.) |
| \| \| \| \| \| \| Shootout 0 – 1 \| \|  |                |                                    |                  |                           |
|                                         |                |                                    |                  |                           |
|                                         | Shootout 0 – 1 |                                    |                  |                           |

| Renon 17 novembre 2017, ore 20:00 UTC+1 | Renon | 2 – 0 (1:0, 0:0; 1:0) referto | Brûleurs de Loups | Arena Ritten (910 spett.) |

| Renon 18 novembre 2017, ore 16:00 UTC+1 | Brûleurs de Loups | 1 – 2 (d.t.s.) (1:0, 0:1; 0:0; 0:1) referto | DVTK Jegesmedvék | Arena Ritten (432 spett.) |

| Renon 18 novembre 2017, ore 20:00 UTC+1 | Nomad Astana | 3 – 1 (1:1, 2:0; 0:0) referto | Renon | Arena Ritten (1050 spett.) |

| Renon 19 novembre 2017, ore 16:00 UTC+1 | Brûleurs de Loups | 0 – 4 (0:1, 0:1; 0:2) referto | Nomad Astana | Arena Ritten (310 spett.) |

| Renon 19 novembre 2017, ore 20:00 UTC+1 | DVTK Jegesmedvék | 1 – 3 (0:1, 0:0; 1:2) referto | Renon | Arena Ritten (1237 spett.) |

#### Classifica
| Pos. | Squadra           | Pt | G | V | VOT | POT | P | GF | GS | DR |
| ---- | ----------------- | -- | - | - | --- | --- | - | -- | -- | -- |
| 1.   | Nomad Astana      | 7  | 3 | 2 | 0   | 1   | 0 | 8  | 3  | +5 |
| 2.   | Renon             | 6  | 3 | 2 | 0   | 0   | 1 | 6  | 4  | +2 |
| 3.   | DVTK Jegesmedvék  | 4  | 3 | 0 | 2   | 0   | 1 | 5  | 5  | 0  |
| 4.   | Brûleurs de Loups | 1  | 3 | 0 | 0   | 1   | 2 | 1  | 8  | -7 |

## Super Final
La disputa della Super Final è stata assegnata dalla IIHF a Minsk, Bielorussia, che ha battuto la concorrenza di Sheffield e Renon. Gli incontri si disputeranno alla Čyžoŭka-Arena tra il 12 ed il 14 gennaio 2018. Solo il team inglese e quello bielorusso, in caso di vittoria, potranno disputare la CHL.
| Minsk 12 gennaio 2018, ore 15:00 UTC+3 | Renon | 1 – 2 (0:2, 0:0; 1:0) referto | Junost Minsk | Čyžoŭka-Arena (3120 spett.) |

| Minsk 12 gennaio 2018, ore 19:00 UTC+3 | Nomad Astana | 5 – 1 (1:0, 1:0; 3:1) referto | Sheffield Steelers | Čyžoŭka-Arena (273 spett.) |

| Minsk 13 gennaio 2018, ore 15:00 UTC+3 | Nomad Astana   | 3 – 2 (0:2, 1:0; 1:0; 0:0) referto | Renon | Čyžoŭka-Arena (262 spett.) |
| \| \| \| \| \| \| Shootout 3 – 2 \| \| |                |                                    |       |                            |
|                                        |                |                                    |       |                            |
|                                        | Shootout 3 – 2 |                                    |       |                            |

| Minsk 13 gennaio 2018, ore 19:00 UTC+3 | Junost Minsk | 5 – 4 (2:2, 1:1; 2:1) referto | Sheffield Steelers | Čyžoŭka-Arena (3800 spett.) |

| Minsk 14 gennaio 2018, ore 15:00 UTC+3 | Sheffield Steelers | 2 – 0 (1:0, 1:0; 0:0) referto | Renon | Čyžoŭka-Arena (350 spett.) |

| Minsk 14 gennaio 2018, ore 19:00 UTC+3 | Junost Minsk | 5 – 2 (2:1, 1:0; 2:1) referto | Nomad Astana | Čyžoŭka-Arena (7600 spett.) |

### Classifica
| Pos. | Squadra            | Pt | G | V | VOT | POT | P | GF | GS | DR |
| ---- | ------------------ | -- | - | - | --- | --- | - | -- | -- | -- |
| 1.   | Junost Minsk       | 9  | 3 | 3 | 0   | 0   | 0 | 12 | 7  | +5 |
| 2.   | Nomad Astana       | 5  | 3 | 1 | 1   | 0   | 1 | 10 | 8  | +2 |
| 3.   | Sheffield Steelers | 3  | 3 | 1 | 0   | 0   | 2 | 7  | 10 | -3 |
| 4.   | Renon              | 1  | 3 | 0 | 0   | 1   | 2 | 3  | 7  | -4 |